# Acaena (Einheit)
Acaena war ein ägyptisches Längenmaß. 
Es war die gemeine Rute oder canne commune und entsprach 2 Doppelschritten oder 4 Schritten. Die große Acaena oder Dodekapode war die hachemische Rute und in der Größe von 1 1/5 Ruten.
- 1 alte Acaena = 3,079 Meter[2]
- 1 hachemica Acaena = 3,694 Meter
- 60 Acaena = 1 Stadium = 6 Plethra = 600 Fuß

Auch war es ein griechisches Längenmaß:
- 1 Acaena = 9,479167 Pariser Fuß[3](32,48 cm) = 307,88334416 Zentimeter (errechn.)